# Selles-sur-Nahon
Selles-sur-Nahon é uma comuna francesa na região administrativa do Centro, no departamento Indre. Estende-se por uma área de 6,85 km². Em 2010 a comuna tinha 69 habitantes (densidade: 10,1 hab./km²).